# 127 км (пост)
Пост 127 км — колійний пост Конотопської дирекції залізничних перевезень Південно-Західної залізниці. Код поста в ЄМР 327129. Код Експрес 2200462.
Розташований на лінії Бахмач-Гомельський — Хоробичі між станціями Городня (7,5 км) та Хоробичі (9 км). Відстань до Хоробичів — 9 км, до Бахмача-Гомельського — 127 км.
Вантажні та пасажирські операції не здійснюються.